# Kōta
Kōta (幸田町?) è una cittadina giapponese della prefettura di Aichi.